# Syn (film)
 For alternative betydninger, se Syn. (Se også artikler, som begynder med Syn)
Syn (russisk: Сын) er en sovjetisk spillefilm fra 1955 af Jurij Ozerov.

## Medvirkende
- Leonid Kharitonov som Andrej Gorjaev
- Pjotr Konstantinov
- Varvara Kargasjova
- Viktor Geraskin som Vasja Kozlov
- Nadezjda Rumjantseva som Tamara